# Partito Comunista Marocchino
Il Partito Comunista Marocchino (in arabo الحزب الشيوعي المغربي‎?; in francese Parti Communiste Marocain) è stato un partito politico marocchino attivo principalmente nell'ambito del protettorato francese del Marocco. 

## Storia
Fondato nel 1943 come Partito Comunista del Marocco, il partito riunì vari gruppi comunisti attivi nel Paese dagli anni 1920. L'avvocato Léon Sultan divenne il primo segretario. Il partito crebbe fino a raccogliere 10000 iscritti, attraendo principalmente attivisti di origine europea, membri delle vaste comunità europee stabilitesi in città come Casablanca, Rabat e Oujda. Il partito incluse anche membri marocchini, principalmente ebrei. Inizialmente, il partito mantenne un'identità prettamente europea.
A partire dalla seconda guerra mondiale, e in particolare dopo la morte di Sultan, il partito cominciò ad adottare un'identità marocchina, adottando il nome di Partito Comunista Marocchino. Alla segreteria del partito giunse Ali Yata. Negli anni 1940 il comitato centrale comprendeva 43 membri, dei quali 15 erano marocchini. Alle elezioni per l'assemblea costituente francese tenutesi il 21 ottobre 1945, il partito raccolse il 25,6% dei voti, eleggendo come candidato Pierre Parent. Il 3 agosto dell'anno seguente il partito pubblicò un manifesto favorevole all'indipendenza del Marocco, che portò a un drastico declino dei membri di origine europea; il numero degli iscritti calò fino a 6000 nel 1948 e a 3700 nel 1950. Dei 6000 membri del partito nel 1948, 3000 erano musulmani marocchini, 2500 erano europei, dei quali la maggior parte immigrati spagnoli, e 500 erano ebrei marocchini. Nel 1950 il partito si attivò nell'organizzare manifestazioni per denunciare l'arresto dell'attivista Abraham Serfaty da parte delle autorità francesi, richiedendo formalmente al sultano di intervenire. Il partito, dominato da personalità ebree, si impegnò nell'asserire la propria identità marocchina e fedeltà alla causa nazionalista, condannando fermamente il sionismo, sempre più popolare tra la comunità ebraica.
Il partito venne escluso dal movimento nazionalista guidato dal partito nazional-conservatore dell'Istiqlal. La repressione politica portò all'arresto di molti dei più attivi militanti del partito. Il leader Ali Yata venne deportato in Francia nel 1948 e poi arrestato nel 1950; dopo aver scontato dieci mesi in carcere, venne nuovamente arrestato nel 1952 ad Algeri. Nel corso dell'assenza di Yata, uno dei principali responsabili del partito divenne Edmond Amran El Maleh. A Yata succedette come segretario Abdallah Layachi, arrestato anch'egli poco dopo. Il partito, ridottosi a poco più di 2000 membri, venne bandito nel dicembre 1952. Gli attivisti continuarono le loro attività illegalmente.
In seguito all'indipendenza del Marocco nel 1956 i leader sperarono di rivitalizzare il partito giurando fedeltà alla causa nazionalista. Le autorità reagirono però dissolvendo nuovamente il partito nel settembre 1959. Un tribunale di Rabat confermò la decisione l'anno seguente. Gli attivisti continuarono a pubblicare i propri articoli. Ali Yata e Abdallah Layachi continuarono a dirigere la testata El-Mukafih, mentre Abdeslam Bourquia, precedentemente direttore dell'Espoir, assunse la direzione di El Madabi; vennero tutti arrestati nel 1963. La Corte Suprema Marocchina stabilì nel 1964 che i comunisti erano inconciliabili non solo con il governo, ma anche con i principi dell'Islam. Gli attivisti confluirono nel Partito della Liberazione e del Socialismo, bandito nel 1969, e successivamente nel Partito del Progresso e del Socialismo.